# Берелович Олександр Леонідович
Олександр Леонідович Берелович (нар. 2 липня 1967, Харків) — німецький (раніше український) шахіст, гросмейстер (1997)
 Чемпіон України з шахів 2001 року.
Його рейтинг станом на лютий 2016 року — 2520 (609-е місце у світі, 36-е — в Німеччині).

## Шахова кар'єра
У турнірах під егідою ФІДЕ почав брати участь після розпаду Радянського Союзу, в рейтинговому листі ФІДЕ вперше з'явився 1 липня 1992 року (досягнувши 2285 пунктів). За рік показав досить високе зростання рейтингу, маючи 2510 пунктів станом на 1 липня 1993 року. За той час, зокрема, поділив посів 1-ше місце в Смоленську (1992). Найвищий успіх у кар'єрі припадає на 2001 рік, коли в Орджонікідзе здобув звання чемпіона України.
До його успіхів у міжнародних турнірах належать, зокрема:
- поділив 2-ге місце в Еленіте (1994, турнір B, позаду Атанаса Колева, разом з Владимиром Димитровим),
- поділив 2-ге місце в Черкеську (1997, позаду Олександром Полуляховим, разом з Давидом Лобжанідзе i Chwicha Супаташвілі),
- поділив 2-ге місце в Дірені (1998, позаду Еріка Ван Дер Дула, разом з Олексієм Барсовим),
- поділив 1-ше місце в Гогевені (1999, разом з Михайлом Гуревичем, Звулоном Гофтейном, Рустамом Касимджановим i Сергієм Тівяковим),
- поділив 1-ше місце в Каїрі (2000, турнір Золота Клеопатра, разом з Нормундсом Мієзисом),
- поділив 1-ше місце в Танті (2000, разом з Стеліосом Халкіасом),
- посів 1-ше місце в Бергені (2002),
- поділив 1-ше місце у Вертері (2002, разом з Володимиром Єпішиним),
- посів 1-ше місце в Золінгені (2005),
- посів 1-ше місце в Гарлемі (2007),
- посів 1-ше місце в Кулздоні (2008),
- поділив 1-ше місце в Нюрнбергу (2008, разом з Акселем Бахманном, Давідом Барамідзе i Аріком Брауном).

Найвищий рейтинг Ело дотепер мав станом на 1 січня 2008 року, досягнувши 2606 пунктів ділив тоді 12-13-тє місце (разом з Юрієм Кузубовим) серед українських шахістів.

## Результати виступів у чемпіонатах України
Олександр Берелович зіграв у чотирьох фінальних турнірах чемпіонатів України, набравши загалом 25 очок із 38 можливих (+19-7=12).
| Рік  | Місто  | Турнір                 | + | − | = | Результат | Місце   |
| ---- | ------ | ---------------------- | - | - | - | --------- | ------- |
| 1994 | Алушта | 63-й чемпіонат України | 5 | 1 | 3 | 6½ з 9    | 7 — 12  |
| 1996 | Ялта   | 65-й чемпіонат України | 6 | 2 | 3 | 7½ з 11   | 5 — 12  |
| 1999 | Алушта | 68-й чемпіонат України | 4 | 4 | 1 | 4½ з 9    | 26 — 36 |
| 2001 | Покров | 70-й чемпіонат України | 4 | 0 | 5 | 6½ з 9    | Gold    |

## Зміни рейтингу
| На цьому місці має відображатися графік чи діаграма, однак з технічних причин його відображення наразі вимкнено. Будь ласка, не видаляйте код, який викликає це повідомлення. Розробники вже працюють для того, щоби відновити штатне функціонування цього графіка або діаграми. | |
| | На цьому місці має відображатися графік чи діаграма, однак з технічних причин його відображення наразі вимкнено. Будь ласка, не видаляйте код, який викликає це повідомлення. Розробники вже працюють для того, щоби відновити штатне функціонування цього графіка або діаграми. |